# Barnaba Oriani
Barnaba Oriani (17 de julho de 1752 - 12 de novembro de 1832) foi um padre, geodesista e astrônomo italiano.

## Vida
Oriani nasceu em Garegnano (agora parte de Milão), filho de um pedreiro. Depois de obter a sua educação primária em Garegnano, passou a estudar no Colégio de San Alessandro em Milão, sob a tutela e com o apoio da Ordem dos Barnabitas, filiando-se à ordem mais tarde. Após completar seus estudos em ciências humanas, ciências físicas e matemáticas, filosofia e teologia, foi ordenado padre em 1775.
Quando Napoleão I estabeleceu a República da Lombardia, Oriani se recusou a fazer um juramento contra a monarquia, e o novo governo republicano modificou o juramento de fidelidade em seu nome. Foi mantido em seu cargo no observatório e foi presidente da comissão nomeada para regulamentar o novo sistema de pesos e medidas.
Quando a república se tornou um reino napoleônico, Oriani foi premiado com a Coroa de Ferro e com a Legião de Honra, tornou-se conde e senador, e foi nomeado para medir o arco do meridiano entre os zênites de Rimini e Roma.
Oriani foi um devotado amigo do monge Teatino, Giuseppe Piazzi, o descobridor de Ceres. Oriani e Piazzi trabalharam juntos por 37 anos, colaborando em muitas observações astronômicas.
Oriani morreu na cidade onde nasceu, Milão, em 1832.

## Astronomia
Dado o seu forte interesse em astronomia, Oriani foi nomeado na equipe do Observatório Astronômico de Brera em Milão, em 1776, tornando-se assistente em 1778, astrônomo e diretor em 1802. Em 1778, começou a publicar várias dissertações sobre objetos astronômicos, o Effemeridi di Milano (Efemérides de Milão).
Sendo astrônomo muito competente, o trabalho de Oriani começou a atrair considerável atenção. Sua pesquisa nas áreas de refração astronômica, a obliquidade da eclíptica e a teoria orbital foram considerados obras-primas. Mas sua maior conquista foi sua pesquisa detalhada do planeta Urano, que tinha sido descoberto por Sir William Herschel em 1781. Oriani dedicou uma significativa quantidade de tempo significativo para as observações de Urano, calculando suas propriedades orbitais, que ele publicou como uma brochura de tabelas em 1793.
Outros astrônomos mostraram que Urano não estava em uma órbita parabólica, mas sim em uma órbita aproximadamente circular, e Oriani calculou a órbita com precisão em 1783. Em 1789, Oriani melhorou seus cálculos, contabilizando os efeitos gravitacionais de Júpiter e de Saturno.
Além de suas contribuições para a Effemeridi, publicou uma série de memórias sobre trigonometria esférica: a Memorie dell' Istituto Italiano, entre 1806 e 1810, e o Istruzione suelle misure e sui pesi, de 1831.
Pelo seu trabalho na astronomia, Oriani foi homenageado nomeando o asteroide 4540 Oriani. Esse asteróide foi descoberto no Osservatorio San Vittore em Bolonha, Itália, em 6 de novembro de 1988.

## Teorema de Oriani
Em De refractionibus astronomicis, Oriani mostra que refração astronômica pode ser expandida como uma série de potências ímpares de {\displaystyle \tan {Z}}, onde Z é a distância zenital observada. Essa série já havia sido obtida por J.H. Lambert, que descartou todos os termos menos o primeiro. No entanto, Oriani investigou os termos mais elevados e descobriu que nenhum dos dois primeiros termos dependia da estrutura da atmosfera.
A expansão da série que ele obteve foi eficaz em até 85 graus do zênite. Ao contrário de aproximações anteriores, no entanto, a expressão de dois termos de Oriani não dependiam de uma hipóteses sobre a temperatura atmosférica ou densidade do ar em relação à altitude. Assim, os efeitos de curvatura atmosférica são apenas dependentes da temperatura e pressão no local do observador.
O teorema de Oriani explica porque o modelo de densidade uniforme de  Giovanni Domenico Cassini funcionava bem exceto perto do horizonte - a refração atmosférica do zênite a uma distância zenital de 70° não é dependente dos detalhes da distribuição do gás.